# Собор Рождества Пресвятой Богородицы (Кропивницкий)
Кафедральный собор во имя Рождества Пресвятой Богородицы — кафедральный собор Кировоградской и Новомиргородской епархии Украинской православной церкви в Кропивницком, памятник архитектуры.

## История
Собор был построен в 1812 году на месте деревянной церкви усилиями греческой общины, проживавшей в городе. Деревянная церковь была сооружена в 1766 году; священник, выбранный общиной, совершал службы на греческом языке. Храм вначале был освящён в честь равноапостольного царя Константина, позже был переименован в честь Владимирской иконы Божией Матери. Колокольня была построена в 1828 году. Примечательно, что в метрических книгах собора есть данные о том, что знаменитый генерал-фельдмаршал Михаил Кутузов, бывший в то время в городе, крестил двух своих детей в 1789 и 1790-х г.г. В 1790 году территории собора был похоронен сын Кутузова Николай, который умер в младенчестве от оспы.
В 1905 году собор был отреставрирован, до наших дней сохранились некоторые росписи того времени. В 1944 году, когда был закрыт Успенский храм, собор получил статус кафедрального. Примечательно, что за всё время своего существования, ни в советский период, ни во время немецко-фашистской оккупации, собор не закрывался властями. В 1980-е годы под руководством епископа Севастиана была проведена масштабная реставрация, обновлены и созданы новые росписи.
С 2011 года настоятелем собора является правящий архиерей Кировоградской и Новомиргородской епархии архиепископ Иоасаф (Губень). Ключарём храма поставлен протоиерей Владимир Кашлюк, клирик епархии.

## Святыни
В соборе есть несколько примечательных икон. Это, прежде всего, икона блаженного Даниила Елисаветградского, первого канонизированного в Кировоградской епархии святого. Есть иконы, недавно написанные и привезённые со Святой Горы Афон, среди которых список иконы Божией Матери, именуемой «Пантанасса» («Всецарица»). Также в храме есть местночтимая икона Богородицы «Елисаветградская». Особо стоит отметить иконы XIX века, среди них — список иконы Божией Матери «Елецкая-Черниговская» с подписью внизу: «В память спасения жизни Государя императора Александра II» и «от учеников Златопольской гимназии 5.II.1880 г.»

## Галерея
- Центральный престол собора
- Елецкая-Черниговская икона Божией Матери
- День Святой Троицы. Пятидесятница. 31.05.2015.
- Фрагмент фрески
- Купол собора
- Общий вид с улицы Большая Перспективная
- Трёхъярусная колокольня и главный вход в собор

Кафедральный собор расположен по адресу: ул. Большая Перспективная, 74. В храме ежедневно проводятся богослужения; время работы храма с 7.30 до 19.30. Каждую среду в 7.30 проводится соборный молебен с акафистом Божией Матери на распев.